# Каллан Мелвей
Каллан Френсіс Мелвей (англ. Callan Francis Mulvey; нар. 23 лютого 1975, Окленд, Нова Зеландія) — австралійський актор.

## Біографія
Каллан Мелвей народився 23 лютого 1975 ріку в Окленді, Нова Зеландія.
У 2003 році актор потрапив в автокатастрофу. На швидкості 100 км/год він зіткнувся з іншою машиною і був затиснутий у своєму автомобілі майже годину. Велика частина його обличчя сильно постраждала. Під час операції йому імплантували 17 титанових пластин в обличчя і щелепу. Так само через аварію він частково втратив зір.

## Кар'єра
Дебютував на телебаченні в 1997 році. Популярність здобув у 2008 році, знявшись в головній ролі в поліцейському телесеріалі «На межі».
У 2012 грав невелику роль у фільмі «Мета номер один», а через рік знявся у фільмі «300 спартанців: Відродження імперії».
У 2014 отримав одну з головних ролей в трилері «Убий мене тричі», а також другорядну роль у фільмі «Перший месник: Друга війна».
З 2016 зіграв роль суперлиходія Анатолія Князєва у фільмі «Бетмен проти Супермена: На зорі справедливості». Цьогоріч виходить «Warcraft: Початок», в якому Мелвей грав одного з воїнів Альянсу.

## Фільмографія

### Фільми
| Рік  |    | Українська назва                               | Оригінальна назва                   | Роль                |
| ---- | -- | ---------------------------------------------- | ----------------------------------- | ------------------- |
| 2001 | тф |                                                | The Finder                          | Сем Натолі          |
| 2004 | ф  |                                                | Thunderstruck                       | Сем                 |
| 2008 | кф |                                                | Glass                               | Джон                |
| 2011 | ф  | Мисливець                                      | The Hunter                          | мисливець-конкурент |
| 2012 | ф  | Тридцять хвилин по півночі                     | Zero Dark Thirty                    | Сейбр               |
| 2014 | ф  | 300 спартанців: Відродження імперії            | 300: Rise of an Empire              | Скілліас            |
| 2014 | ф  | Перший месник: Друга війна                     | Captain America: The Winter Soldier | Джек Роллінс        |
| 2014 | ф  | Убий мене тричі                                | Kill Me Three Times                 | Джек Тейлор         |
| 2016 | ф  | Бетмен проти Супермена: На зорі справедливості | Batman v Superman: Dawn of Justice  | Анатолій Князєв     |
| 2016 | ф  | Warcraft: Початок                              | Warcraft                            | воїн Альянсу        |
| 2017 | ф  | Скайлайн 2                                     | Beyond Skyline                      | Гарпер              |
| 2017 | ф  | Кровоточива сталь                              | Bleeding Steel                      | Ендрю               |
| 2018 | ф  | Істерія                                        | Delirium                            | Алекс               |
| 2018 | ф  | Король поза законом                            | Outlaw King                         | Джон III Комін      |
| 2018 | ф  |                                                | In Like Flynn                       | Джонсон             |
| 2019 | ф  | Месники: Завершення                            | Avengers: Endgame                   | Джек Роллінс        |
| 2020 | ф  | Діти кукурудзи                                 | Children of the Corn                | Роберт Вільямс      |
| 2020 | ф  | Прорив                                         | Breach                              | Тік                 |
| 2021 | ф  | У пастці                                       | Till Death                          | Боббі Рей           |
| 2022 | ф  | Сіра людина                                    | The Gray Man                        | Четвертий           |
| 2025 | ф  | Відважний                                      | Valiant One                         | Кріс Леболд         |

### Серіали
| Рік       |   | Українська назва                    | Оригінальна назва      | Роль                          |
| --------- | - | ----------------------------------- | ---------------------- | ----------------------------- |
| 1997—1999 | с | Школа розбитих сердець              | Heartbreak High        | Дрезік                        |
| 2006—2008 | с | Додому і в дорогу                   | Home and Away          | Джонні Купер                  |
| 2008—2011 | с | На межі                             | Rush                   | сержант Брендан «Джош» Джошуа |
| 2016      | с | Влада в нічному місті               | Power                  | Дін                           |
| 2019      | с | Занадто старий, щоб померти молодим | Too Old to Die Young   | Кіт Редфорд                   |
| 2020      | с | Світила                             | The Luminaries         | Джордж Шепард                 |
| 2023      | с | Останній Цар Хреста                 | Last King of the Cross | сержант Брайан Креллан        |
| 2025      | с | Яблучний оцет                       | Apple Cider Vinegar    | доктор Філ                    |

## Нагороди та номінації
| рік  | нагорода     | Категорія                             | Робота                 | результат |
| ---- | ------------ | ------------------------------------- | ---------------------- | --------- |
| 1998 | Logie Awards | Most Popular New Talent               | Школа розбитих сердець | Номінація |
| 2008 | AFI Award    | Best Lead Actor in a Television Drama | На межі                | Номінація |
| 2009 | Logie Awards | Most Outstanding Actor                | На межі                | Номінація |
| 2011 | Logie Awards | Most Popular Actor                    | На межі                | Номінація |